# 酢もち
酢もち、酢餅（すもち）は、福岡県豊前地方地方の郷土料理。餅を大根おろし、ダイダイのしぼり汁、醤油、砂糖で食する料理である。
おろし餅と呼ぶ地域もある。
豊前地方の農村地域では、12月27日か28日に正月用の餅を搗いていた。これは29日では「9」＝「苦（）」につながることから避けられていたためである。最初に搗いた餅は鏡餅用にされ、続いて搗いた餅をお供え用として10組くらい作り、台所、井戸など供えた。続いてさらに小さな雑煮用の餅を作り、子どもが南天の実を目に葉を耳にした「ウサギ」を作り飾った。
この後、最後に作られる餅は、ダイダイのしぼり汁、醤油、砂糖で味を付けた大根おろしに温かい搗きたてのうちに入れて食されていた。
各家庭で正月用の餅を搗く機会は減ってきているが、福岡県内各地域で開催される餅つき大会などでは、酢もちが提供されることもある。